# Graciela Lombardi
Graciela Lombardi (3 de marzo de 1937-) es una extenista argentina que se mantuvo entre las mejores diez de su país entre 1953 y 1965 inclusive. Su mejor puesto fue cuarta en 1953, 1955, 1961, 1962 y 1964.

## Carrera
Fue tres veces finalista del Campeonato Argentino de Tenis organizado por el Tenis Club Argentino:
- En 1954 fue derrotada por	Nora Bonifacino de Somoza por 6-3, 3-6 y 6-3.[3]
- En 1955 fue derrotada por	Edda Buding por 6-0, 2-6 y 6-0.[3]
- En 1961 derrotó a Ana María Bocio por 6-1 y 6-2.[3]

Asimismo, fue finalista en individuales del Campeonato del Río de la Plata en una oportunidad:
- En 1958 fue derrotada por Nora B. de Somoza por 4-6, 6-3, 3-2 y retiro.[4]

En la modalidad de dobles femenino del mismo torneo, en tanto, fue finalista en 12 oportunidades. Ganó seis de esas finales y perdió la otra mitad:
- En 1954, junto a Mabel Bove, derrotaron a Viola Livetti y June Hanson por 6-4 y 6-4.[5]
- En 1956, junto a June Hanson, derrotaron a Mabel Bove y Margarita Zavalía por 6-4, 0-6 y 6-3.[5]
- En 1958, junto a Mabel Bove, perdieron ante Elena Lehmann y Nora B. de Somoza por 6-1 y 6-2.[5]
- En 1959, junto a Mabel Bove, perdieron ante Elena Lehmann y Norma Baylon por 7-5 y 8-6.[5]
- En 1960, junto a Mabel Bove, derrotaron a Norma Baylon y Nora B. de Somoza por 6-4 y 6-4.[5]
- En 1961, junto a Elena Lehmann, derrotaron a Norma Baylon y Felisa Piédrola de Zappa por 11-9, 5-7 y 6-1.[5]
- En 1962, junto a Mabel Bove, perdieron ante Norma Baylon y Viola Livetti por 7-9, 6-3 y 6-2.[5]
- En 1963, junto a Mabel Bove, derrotaron a Elena Eguiguren y Julia Borzone por 6-4 y 6-4.[5]
- En 1964, junto a Mabel Bove, derrotaron a Donna Floyd Fales (EEUU) y Carole Weight (EEUU) por 10-8, 3-6 y 8-6.[5]
- En 1965, junto a Mabel Bove, perdieron ante Margaret Smith (AUS) y Leslie Turner (AUS) por 6-0 y 7-5.[5]
- En 1966, junto a Mabel Bove, perdieron ante Norma Baylon (ARG) y Gail Sherriff (ARG/AUS) por 6-3 y 6-2.[5]
- En 1968, junto a Mabel Bove, perdieron ante Ana María Airas y Ana María Cavadini por 7-5, 6-8 y 6-3.[5]

En dobles mixtos del mismo torneo, fue cinco veces finalista y ganó la final en tres de esas oportunidades:
- En 1954, junto a Eduardo Prado, derrotaron a June Hanson y Carlos Lynch por 6-4 y 6-3.[5]
- En 1955, junto a Eduardo Soriano, derrotaron a Nora B. de Somoza y Salvador Soriano por 6-4, 5-7 y 6-0.[5]
- En 1956, junto a Eduardo Prado, derrotaron a Julia Borzone e Ítalo Giacobino por 6-3 y 6-4.[5]
- En 1958, junto a José E. Mandarino, perdieron ante Margarita Zavalía y Horacio Billoch Caride, (w.o.).[5]
- En 1961, junto a Eduardo Prado, perdieron ante Norma Baylon y Horacio Billoch Caride por 3-6, 6-4 y 6-1.[5]